# Педоси (Хмільницький район)
Педо́си — село в Україні, у Хмільницькій міській громаді Хмільницького району Вінницької області. Населення становить 253 особи.
Колишня назва — Педоси Лісові.

## Історія
У другій половині квітня 1921 року в селі активно діяла проти радянської влади українська повстанська група отамана Гальчевського під проводом Мирона Лиха.
Вніч з 31 жовтня на 1 листопада 1921 р. під час Листопадового рейду через Педоси Лісові проходила Подільська група (командувач Михайло Палій-Сидорянський) Армії Української Народної Республіки.
12 червня 2020 року, відповідно до Розпорядження Кабінету Міністрів України № 707-р, «Про визначення адміністративних центрів та затвердження територій територіальних громад Вінницької області», увійшло до складу Хмільницької міської громади.
19 липня 2020 року, в результаті адміністративно-територіальної реформи і ліквідації колишнього Хмільницького району(1923-2020), село увійшло до складу новоутвореного Хмільницького району.

## Відомі люди
Сторожук Андрій Юрійович (1992—2019) — старший солдат, військовослужбовець 28 ОМБр. Загинув від вогнепального поранення внаслідок пострілу ворожого снайпера в районі м. Мар'їнка.